# نينورتا نادين شومي
نينورتا نادين شومي أو ماش نادين مو ويسمى كذلك نين اب سوم مو، تولى نينورتا الحكم بين عامي (1132-1126 ق م)، وهو الملك الثالث لسلالة ايسن الثانية وسلالة بابل الرابعة، وقد عاصر الملك الآشوري آشور ريش إيشي الأول (1133-1115 ق م).

## حياته
خلف اتي مردوخ بالاطو بالحكم وغير معروف علاقته ب اتي مردوخ بالاطو إذا كان والده أو شقيقه أو غير ذلك، لقب نفسه عدة ألقاب منها ملك العالم وملك بلاد اكد وسومر، عرف بمقاومته للآشوريين عندما حاول ملكهم آشور رش اشي غزو بابل إلا أن نينورتا اوكين شومي قاومه و هزمه، توفي سنة 1126 ق م وتولى ابنه نبوخذ نصر الأول الحكم مكانه.